# Festival internazionale del jazz della Spezia
Il festival internazionale del jazz della Spezia (denominazione ufficiale dal 1972, per le prime tre edizioni festival del jazz di Lerici) è il più longevo festival musicale italiano dedicato alla musica jazz. Si svolge a La Spezia e dintorni nell'estate di ogni anno ininterrottamente dal 1969.

## Storia
L'idea di organizzare un festival del jazz in città si concretizza nell'estate del 1969 per iniziativa di Tiberio Nicola  e di altri appassionati che, appena l'anno prima, avevano dato vita all'associazione Amici del Jazz della Spezia.
L’Associazione Amici del Jazz nasce il 15 ottobre 1968  al Circolo Castello di San Giorgio, il cui Consiglio Direttivo era composto da:
Presidente  Dr Candido Scuvera, Vice Presidente  Avvocato Antonio Celle , Segretario  Gianfranco Bevilacqua,  Segretari Economi Nanni Ferrari e  Capt Vincenzo Vigna, addetti alle manifestazioni  Avvocato Luigi Rapallini, Dr  Aldo Colombo, Dr  Daniele Bertolotti , Tiberio Nicola, Tony Parisi, Carlo Clariond e Maestro Beppe Landi, Addetti alla Pubblicità Andrea Michi e Sandro Galli, Addetto alla Stampa  Emanuele Di Matteo e Avv Francesco Di Marino.
Per le prime tre edizioni il festival ha luogo a Lerici, nel parco di villa Marigola ospitando, da subito, musicisti di livello internazionale.
Il 18 luglio 1969 fu la data del primo Festival Del Jazz della Spezia. Quella sera suonarono il trio di Bill Evans (con Eddie Gomez e Marty Morell), il quartetto del sassofonista americano Lucky Thompson ed una big band diretta dal trombettista canadese Maynard Ferguson.
Dalla IV edizione del 1972, principalmente per questioni di sostenibilità finanziaria ed organizzativa, il festival si trasferisce al teatro Civico della Spezia confermando il livello artistico delle precedenti edizioni. Successivamente, per salvarne la continuità, dal 1979 al 2010 parteciperà all'organizzazione anche la Società dei Concerti della Spezia. Dall'VIII edizione (1976) i concerti tornano a svolgersi principalmente all'aperto (Giardini pubblici; Stadio Alberto Picco; Anfiteatro romano di Luni; Anfiteatro di Viale Alpi; le cittadine piazza Mentana, antistante il teatro Civico e piazza del Bastione; varie piazze di altre località costiere e dell'entroterra provinciale, per le edizioni itineranti).
Dal 2011 al 2016 l'organizzazione del Festival è stata affidata ad uno staff esterno guidato da Italo Leali. In vista della 49ª edizione del 2017, la Fondazione Carispezia ha indetto una Call for Proposals per la selezione di un’idea progettuale innovativa che, pur tenendo conto della tradizione culturale del festival, presentasse anche elementi d’identità e originalità tali da caratterizzare l’evento in maniera specifica.
Per l'edizione del cinquantenario, dedicata alla memoria di Martin Luther King, e per quella successiva la direzione del festival è stata affidata a Antonio Ciacca.
Nel 2020 l’evento ha avuto comunque luogo, seppur in tono minore, a causa delle restrizioni imposte per la Pandemia di COVID-19.
Per la 53ª edizione la direzione artistica è stata affidata a Lorenzo Cimino, l’organizzazione alla Società dei Concerti della Spezia.

## La didattica e il festival
A cavallo tra il 1979 ed il 1980 il Comune della Spezia, per sopperire alla mancanza di offerta didattica musicale di quel tempo decide di organizzare una serie di seminari dedicati alla musica jazz che si conclude con quello di musica d'assieme, tenuto da Bruno Tommaso sul palcoscenico del Teatro Civico. Aderiscono all'iniziativa molti giovani musicisti spezzini coi quali viene data una seconda vita alle attività della preesistente Spezia Big Band. L'evento seminariale spezzino viene ripetuto anche l'anno successivo e l'orchestra, ormai sufficientemente strutturata, viene invitata ad esibirsi in tre serate della XIII edizione del festival e, nel 1984, ad esibirsi in un concerto in appoggio al duo Bobby Hutcherson-Tete Montoliu. Nel 1989 Bruno Tommaso viene nuovamente chiamato a dirigere l'orchestra per accompagnare dal vivo, con le sue musiche, la proiezione del film muto Steamboat Bill Jr.
Dal 2011 il festival prevede lo svolgimento di masterclass dedicate all'approfondimento strumentale della musica jazz. Quelle dell'edizione del cinquantenario sono state tenute dal sassofonista Benny Golson e dal trombettista Bruce Harris.
Nel 2018 e 2019 la parte didattica si è avvalsa di insegnanti del City College di New York, della Juilliard School e del Tri-C Cuyahoga Community College di Cleveland.

## Il premio
Per ricordare la figura del fondatore del festival, nel 2011 è stato istituito Il Tiberio Nicola Award. Ad ogni edizione vengono selezionati sei gruppi che si contendono l'accesso alla finale nella quale viene decretata una band vincitrice.